# 名寄站

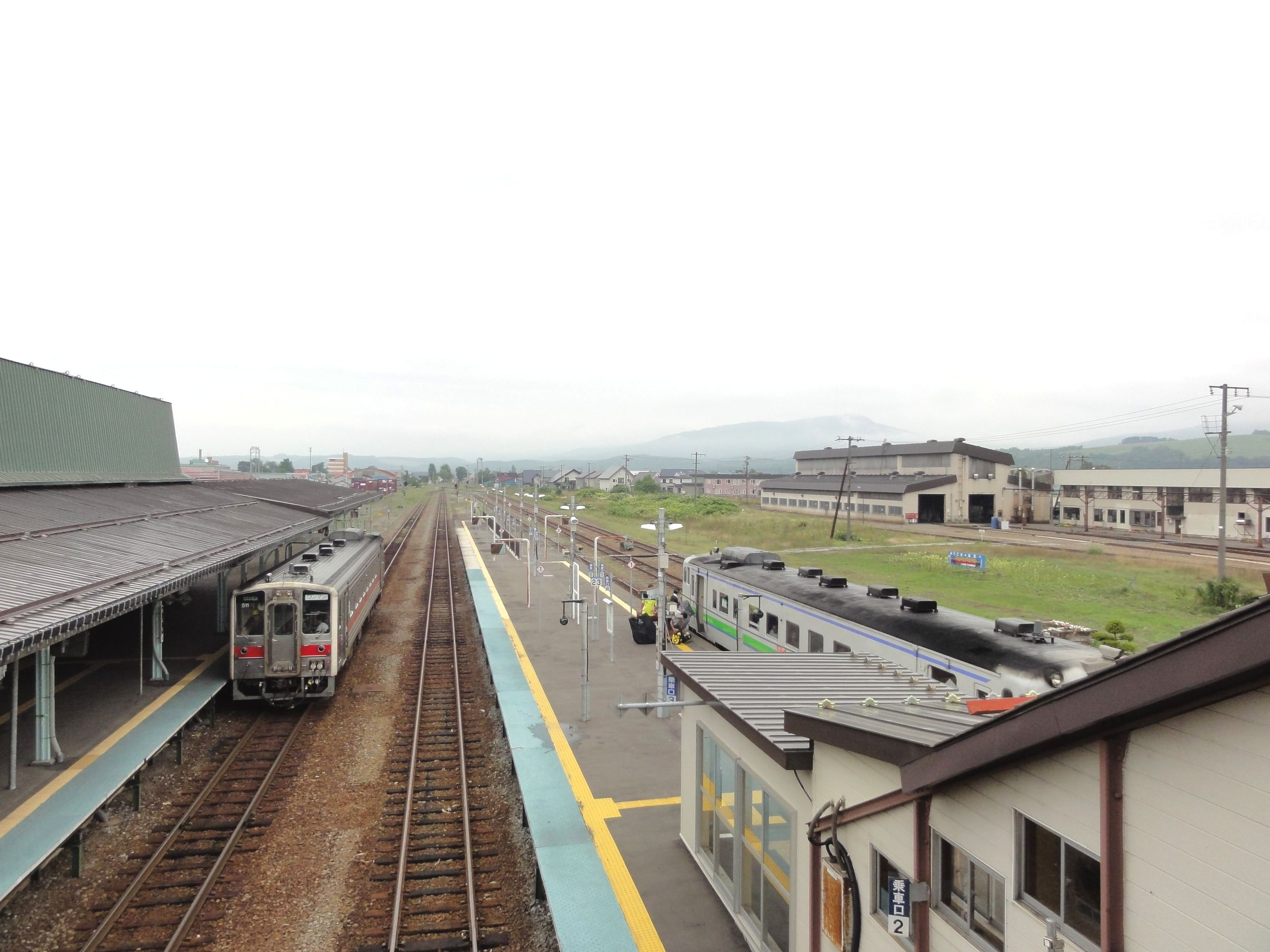
車站月台（攝於2011年8月）

名寄站（日语：／ Nayoro eki */?）是北海道旅客鐵道（JR北海道）宗谷本線沿線一個由JR北海道與日本貨物鐵道（JR貨物）所共同經營的鐵路車站，位於北海道名寄市東一條南6丁目。車站編碼為W48。電報略號為。
名寄車站是名寄市的主要車站，為特急列車「超級宗谷」、「佐呂別」（サロベツ）及快速列車「名寄」（なよろ）的停車站。

## 車站構造
由一個側式月台（1面1線）及島式月台（1面2線）組成。這站是全日本擁有自動旅客廣播及LED出發顯示屏之車站中緯度最北的一個。在過去名寄曾是由兩個島式月台組成、共2面4線月台配置的車站，但自從深名線及名寄本線停用後關閉了其中一條乘車線。在晚上，部分列車會在此站逗留至翌日。
車站大堂內設有綠窗口（營業時間為7:40～20:50）、名寄站旅遊中心（營業時間為星期日及假日9:30～17:30）、自動售票機、小吃店、小食亭。

## 歷史
- 1903年（明治36年）9月3日 - 士別站至名寄站開通、北海道府設立鐵道站啟用。一般站。設置名寄車廠。
- 1905年（明治38年）4月1日 - 車站劃歸由日本國有鐵道繼承。
- 1911年（明治44年）11月3日 - 路線延長至恩根内站。
- 1919年（大正8年）10月20日 - 名寄線（後來稱名寄本線）啟用。
- 1927年（昭和2年）6月 - 車站大樓改建。
- 1937年（昭和12年）11月10日 - 名雨線（後來稱深名線）啟用。
- 1950年（昭和25年）2月日 - 設置名寄客運和貨車停車場。
- 1961年（昭和36年）1月 - 天鹽川製紙名寄工廠開始營業，並開始使用其專用線。
- 1966年（昭和41年）9月 - 天鹽川製紙名寄工廠第3期增建工程完工，增設2公里專用線。
- 1967年（昭和42年）6月1日 - 設置貨櫃場。
- 1968年（昭和43年）10月日 - 設有綠窗口。
- 1986年（昭和61年）11月1日 - 取消行李處理。
- 1987年（昭和42年）4月1日 - 正式民營化並進行分割，車站劃歸由JR北海道及日本貨物鐵道繼承。
- 1988年（昭和63年） - 名寄站旅遊中心啟用。
- 1989年（平成元年）5月1日 - 名寄本線停用。
- 1990年（平成2年） - 名寄站旅遊中心搬離車站，成立旅遊中心名寄分店。
- 1991年（平成3年）11月3日 - 成立宗谷北線交通辦公室（日语：宗谷北線運輸営業所）。
- 1995年（平成7年）9月4日 - 深名線停用。
- 1996年（平成8年）9月1日 - 停止貨物列車的運作，成為汽車代行車站。
- 1998年（平成10年） - 「旅遊中心名寄分店」的營運與名寄站合併。
- 2006年（平成18年）4月1日 - 開設日本貨物鐵道（JR貨物）的線外貨運站。
- 2009年（平成21年）6月30日 - 停止便當售賣。

## 車站周邊
- 國道40號、國道239號（日语：国道239号）
- 北海道道540號名寄停車場線
- 名寄市役所
- 名寄警署（日语：名寄警察署）
- 名寄警署車站前駐站
- 名寄郵局（日语：名寄郵便局）
- 名寄車站前郵局
- 北海道勞動金庫（日语：北海道労働金庫）名寄分店
- 北星信用金庫（日语：北星信用金庫）本店
- 紋別信用金庫（日语：北見信用金庫）名寄分店
- 北洋銀行名寄分店
- 北海道銀行名寄分店
- 道北名寄農業協同組合（JA道北名寄）名寄分所
- 日本通運旭川分店名寄營業支店
- 楓葉大酒店
- 藤花大酒店
- 名寄和商店街
- 名寄6丁目商店街
- 西條百貨公司（日语：西條百貨店）名寄店
- 山田百貨公司（日语：山田デパート）
- 北國博物館
- SL編成（排雪列車）
- 吉田醫院
- 名寄中央整容醫院
- 親林館
- 名寄簡易裁判所（日语：簡易裁判所）
- 名寄公共職業安定所（日语：ハローワーク）
- 名寄勞動基準監督署（日语：労働基準監督署）
- 上川支廳名寄廳舎

## 巴士路線
所有站名稱「名寄車站」。

### 車站前巴士站
- 名士巴士（日语：名士バス）
  - 西3條6丁目方向
  - 永旺名寄購物中心方向
  - 市立醫院方向
  - 名寄駐屯地方向
  - 恩根內方向
  - 風連站方向
  - 名寄本線替代路線：下川站、興部站方向
- JR北海道巴士
  - 深名線替代路線：幌加内交流廣場方向

### 大通南6丁目巴士站
- 道北巴士（日语：道北バス）
  - 旭川車站方向
  - 札幌車站客運總站方向（高速名寄號、與北海道中央巴士（日语：北海道中央バス）共同經營）
  - 北見枝幸站方向（特急えさし號、與宗谷巴士（日语：宗谷バス）共同運行）
  - 鬼志別站方向（特急天北號、與宗谷巴士共同運行）

## 相鄰車站
北海道旅客鐵道（JR北海道）
■宗谷本線
- 特急「宗谷」、「佐呂別」

士別（W42） - 名寄（W48） - 美深（W54）
- 快速「名寄」（此站起往日進方向作為普通列車運行）、普通

名寄高校（W47）－名寄（W48）－日進（W49）

### 曾經存在的路線
北海道旅客鐵道（JR北海道）
名寄本線
名寄－中名寄
深名線
西名寄－名寄

## 相關題目
- 宗谷本線
- 日本鐵路車站列表

## 外部連結
- （日語）JR北海道 – 名寄站（页面存档备份，存于）
- （日語）全驛參觀之旅（页面存档备份，存于）